# Dynamite Düx
Dynamite Düx (ダイナマイトダックス?, Dainamaito Dakkusu), spesso noto come Dynamite Dux (titolo usato anche sulle copertine per Master System), è un videogioco arcade di tipo picchiaduro a scorrimento pubblicato dalla SEGA nel 1988. Conversioni per gli home computer Amiga, Amstrad CPC, Atari ST, Commodore 64 e ZX Spectrum vennero sviluppate dalla giovane Core Design e pubblicate dalla Activision nel 1989, mentre la SEGA lo pubblicò per la console Sega Master System. I personaggi del gioco sono animali antropomorfi e altre creature surreali, con aspetto da cartone animato, in particolare il protagonista/i è un'anatra che sferra pugni e usa armi (Dux suona come ducks, "anatre").

## Trama
Bin e Pin sono due anatre, rispettivamente di colore blu e rosso, che devono salvare la loro amica Lucy, rapita dal malvagio Achacha.
Dovranno affrontare diversi tipi di scagnozzi, tra cui i Porci Sumo, i Cani Azzannanti, i Coccodrilli Pugili, le Frotte di Ratti e i Gatti Pattinatori.
Attraverso delle porte magiche Bin e Pin si trasferiranno a combattere in sei luoghi: centro città, Giappone, giungla, Chicago, Texas, e infine la fortezza di Achacha.
Solo nella versione Master System il protagonista è un ragazzo, che nella sequenza introduttiva viene trasformato da Achacha in anatra.

## Modalità di gioco
Il titolo è un classico picchiaduro a scorrimento perlopiù orizzontale, con visuale 2,5D, simile a classici come Double Dragon. I protagonisti possono muoversi in tutte le otto direzioni e anche attaccare in tutte le otto direzioni, diversamente dai tipici picchiaduro come quelli citati, dove i personaggi si muovono in tutte le direzioni, ma attaccano solo a destra e sinistra.
L'anatra del giocatore può dare pugni e saltare. Quando attacca durante il salto sferra un calcio. Il pugno si può potenziare tenendo premuto a lungo il pulsante/tasto di fuoco; mentre si preme, il personaggio fa roteare il braccio, quando si lascia parte un enorme montante.
Si trovano da raccogliere armi a distanza, tutte con una durata limitata, che sostituiscono temporaneamente i pugni e che vanno da semplici pietre da lanciare a bombe, idranti, lanciafiamme, lanciarazzi e missili guidati.
Possono partecipare anche due giocatori simultaneamente in cooperazione, controllando Bin e Pin, ma soltanto nelle versioni arcade, Amiga e Atari ST.
I sei livelli sono percorsi da sinistra a destra, ma lo scorrimento può essere parzialmente anche diagonale e la strada a volte sale e scende. Un indicatore (assente in alcune conversioni) mostra a che punto del livello si è arrivati.
Lungo il percorso si devono affrontare vari tipi di avversari in stile fumetto umoristico, che attaccano in corpo a corpo o con armi a distanza. Possono esserci altri pericoli nello scenario, come precipizi.
Ci sono boss finali, diversi a ogni livello, e boss minori a metà di ogni livello.
I colpi nemici sottraggono energia vitale, rappresentata da una barra, terminata la quale si perde una vita. Si trovano da raccogliere cibo per ricaricare l'energia e scrigni per incrementare il punteggio.
Nel gioco arcade e nelle conversioni più fedeli (almeno Amiga e ST), dopo i livelli 2 e 4, sono presenti due livelli bonus nei quali Bin e Pin si affrontano in un incontro di pugilato a schermata fissa per guadagnare punteggio.

## Accoglienza
La critica contemporanea di solito giudicò Dynamite Düx abbastanza positivamente, con medie che si aggirano sopra il 70% in tutte le versioni.
Tra le testate più entusiaste ci fu The Games Machine che assegnò il voto 88% alle versioni Amiga e Atari ST. Secondo Amiga Byte il gioco era bello, ma dedicato soprattutto ai più giovani per il suo tema e la sua relativa facilità. Zzap! assegnò 72% alla versione Commodore 64, considerando però molto negativamente il suo audio, mentre trovò molto meglio realizzata la versione Amstrad CPC (85%).

## Eredità
Il personaggio della Sega Bean the Dynamite, introdotto in Sonic the Fighters, è ispirato ai protagonisti di Dynamite Düx. Nel gioco Fighters Megamix il suo costume alternativo è proprio il Bin originale.